# Air Payangan
Air Payangan is een bestuurslaag in het regentschap Seluma van de provincie Bengkulu, Indonesië. Air Payangan telt 328 inwoners (volkstelling 2010).